# Niphanda cymbia
Niphanda cymbia is een vlinder uit de familie van de Lycaenidae. De wetenschappelijke naam van de soort is voor het eerst geldig gepubliceerd in 1884 door De Nicéville.